# Kótovo (Bélgorod)
|  | Per a altres significats, vegeu «Kótovo». |

Kótovo - Котово (rus) - és un poble de l'óblast de Bélgorod, a Rússia. El 2010 tenia 944 habitants. Pertany al districte (raion) de Stari Oskol.